# Parlasco
Parlasco là một đô thị trong tỉnh Lecco, trong vùng Lombardia của Ý, cự ly khoảng 60 km về phía bắc của Milan và khoảng 20 km về phía bắc của Lecco. Tại thời điểm ngày 31 tháng 12 năm 2004, đô thị này có dân số 147 người và diện tích là 3,0 km².
Parlasco giáp các đô thị: Bellano, Esino Lario, Perledo, Taceno, Vendrogno.